# نبیل فهمی
نبیل فهمی (عربی: نبيل فهمي؛ زادهٔ ۵ ژانویهٔ ۱۹۵۱) یک دیپلمات اهل مصر است. قبلاً وزیر خارجه مصر بود و پیش از این نیز سفیر مصر در آمریکا بود. وی فرزند اسماعیل فهمی، وزیر خارجه پیشین مصر است. وی از دانشگاه آمریکایی قاهره از دانشکده هندسه این دانشگاه فارغ‌التحصیل شد و در اوت ۲۰۰۹ رئیس دانشکده روابط عمومی در دانشگاه آمریکایی قاهره شد.